# La Nuit des disparitions
 (janvier 2022).
Si vous disposez d'ouvrages ou d'articles de référence ou si vous connaissez des sites web de qualité traitant du thème abordé ici, merci de compléter l'article en donnant les références utiles à sa vérifiabilité et en les liant à la section « Notes et références ».
La Nuit des disparitions est un livre de la collection Chair de Poule (Goosebumps, en anglais) écrit par R. L. Stine. Dans l'édition française Bayard Poche, « La nuit des disparitions » est le 73e livre de la série.

## Livre original (américain)
Le titre originel de La nuit des disparitions est Attack of the Jack O'Lanterns, c'est-à-dire « L'attaque des Jack-o'-lanterns » si traduit littéralement. Dans l'édition américaine, ce livre est le 48e de la série "Goosebumps". Il est constitué de 26 chapitres.

## Autour du roman
- Ce livre se démarque un peu de la série par sa longueur à démarrer dans l'action présente. En effet, les 55 premières pages ne sont constituées que de flash-backs.
- La nuit des disparitions eut une adaptation dans la série télévisée "Chair de poule". Le nom fut pour cela changé : il devint "La colère des citrouilles". En revanche, le titre américain resta le même : "Attack of the O'Lanterns".

## Liens
- Ressources relatives à la littérature :   - Internet Speculative Fiction Database
  - NooSFere